# Zwitserland op de Olympische Zomerspelen 1976
Zwitserland nam deel aan de Olympische Zomerspelen 1976 in Montréal, Canada. 

## Medaillewinnaars

### 1Goud
- Christine Stückelberger - Paardensport, dressuur individueel

### 2Zilver
- Ulrich Lehmann, Doris Ramseier en Christine Stückelberger - Paardensport, dressuur team

### 3Brons
- Jürg Röthlisberger - Judo, mannen half-zwaargewicht (93 kg)
- Jean-Blaise Evéquoz, Christian Kauter, Michel Poffet, Daniel Giger en François Suchanecki - Schermen, mannen degen team

## Deelnemers en resultaten per onderdeel

### Atletiek
Mannen, 800 meter
- Rolf Gysin
  - Serie - 1:48.69 (→ ging niet verder)

Mannen, 5.000 meter
- Markus Ryffel
  - Serie - 13:46.07 (→ ging niet verder)

Mannen, verspringen
- Rolf Bernhard
  - Kwalificatie - 7.79m
  - Finale - 7.74m (→ 9e plaats)

### Wielersport
Mannen individuele wegwedstrijd
- Richard Trinkler - 5:05:00 (→ 57e plaats)
- Hansjörg Aemisegger - niet gefinisht (→ niet geklasseerd)
- Robert Thalmann - niet gefinisht (→ niet geklasseerd)
- Serge Demièrre - niet gefinisht (→ niet geklasseerd)

Mannen 1.000m tijdrit
- Walter Bäni - 1:08.112 (→ 8e plaats)

Mannen 4.000m individuele achtervolging
- Robert Dill-Bundi - 14e plaats

Amerikaanse Maagdeneilanden · Andorra · Antigua en Barbuda · Argentinië · Australië · Bahama's · Barbados · België · Belize · Bermuda · Bolivia · Bondsrepubliek Duitsland · Brazilië · Bulgarije · Canada · Chili · Colombia · Costa Rica · Cuba · Denemarken · Dominicaanse Republiek · Duitse Democratische Republiek · Ecuador · Egypte · Fiji · Filipijnen · Finland · Frankrijk · Griekenland · Groot-Brittannië · Guatemala · Haïti · Honduras · Hongarije · Hongkong · Ierland · IJsland · India · Indonesië · Iran · Israël · Italië · Ivoorkust · Jamaica · Japan · Joegoslavië · Kaaimaneilanden · Kameroen · Koeweit · Libanon · Liechtenstein · Luxemburg · Maleisië · Marokko · Mexico · Monaco · Mongolië · Nederland · Nederlandse Antillen · Nepal · Nicaragua · Nieuw-Zeeland · Noord-Korea · Noorwegen · Oostenrijk · Pakistan · Panama · Papoea-Nieuw-Guinea · Paraguay · Peru · Polen · Portugal · Puerto Rico · Roemenië · San Marino · Saoedi-Arabië · Senegal · Singapore · Sovjet-Unie · Spanje · Suriname · Thailand · Trinidad en Tobago · Tsjecho-Slowakije · Tunesië · Turkije · Uruguay · Venezuela · Verenigde Staten · Zuid-Korea · Zweden · Zwitserland